# 노성석
노성석(盧聖錫, 일본식 이름: 瑞原聖미즈하라 고키, 1914년 11월 17일 ~ 1946년 12월 17일)은 일제강점기의 출판인이자 언론인으로, 본적은 서울특별시 종로구 인사동이다.

## 생애
일제 강점기에 출판인으로 크게 성공한 노익형의 아들로 태어나 1938년에 경성제국대학을 졸업했다. 노익형이 1941년에 설립하여 잡지 《신시대》를 발행한 신시대사를 물려받아 1942년 1월부터 제2대 발행인을 맡았다.
《신시대》는 태평양 전쟁 기간 중 전쟁 지원을 위해 발행되기 시작한 월간 잡지로 《박문》의 자매지였다. 창간호부터 〈가두인물점묘〉라는 기사를 실어 서춘과 손홍원을 소개했는데, 이들은 대표적인 중견 친일파 인물이라는 지적이 있다. 1945년 2월에 종간될 때까지 지원병 응모와 국방헌금 독려 등 전쟁에 협력하는 내용의 기사를 실었다.
황도학회 발기인과 조선임전보국단 발기인을 지냈으며, 1945년 초에 결성된 대화동맹에도 가담했다. 이 중 노성석이 심의원을 맡은 대화동맹은 패전이 가시화되자 윤치호를 중심으로 거물급 인사들이 모여 성전완수의 추진력이 되겠다며 결성한 극렬 단체이다.
출판업에 종사하면서 노익형의 영향을 받아 조선어문 정리에 관심을 갖게 되었다. 당시 가장 유력한 서점이자 출판사이며 인쇄소인 박문서관, 박문출판사, 대동인쇄소를 아버지에게 물려받아 운영하였으며, 한국 최초의 한국어 사전인 문세영의 《조선어사전》을 편찬하는 등 근대 어문운동에 공헌했다. 양주동의 《고가연구》도 노성석의 힘으로 편찬되었다.
태평양 전쟁 종전 직후에도 서울 종로구 종로2가에서 박문서관을 계속 운영한 기록이 있다. 이때 대학 동창인 좌파 문학평론가 김동석의 작품 출간에 도움을 주었다.
2008년 친일인명사전 편찬을 준비하는 과정에서 발표된 민족문제연구소의 친일인명사전 수록예정자 명단 중 친일단체 부문과 언론/출판 부문에 선정되었다. 이 명단에는 아버지 노익형도 들어 있다. 친일반민족행위진상규명위원회가 발표한 친일반민족행위 705인 명단에도 포함되었다.

## 같이 보기
- 신시대
- 조선임전보국단
- 노익형

## 참고 자료
- 친일인명사전편찬위원회 (2004년 12월 27일). 《일제협력단체사전 - 국내 중앙편》. 서울: 민족문제연구소. 541~542쪽쪽. ISBN 8995330724.